# Колоцей Юрій Олександрович
Ю́рій Олекса́ндрович Колоце́й (нар. 10 серпня 1948, Корсаків, Сахалінська область, Росія) — член Партії регіонів; ВР України, член фракції Партії регіонів (з 11.2007), член Комітету з питань Регламенту, депутатської етики та забезпечення діяльності Верховної Ради України (з 12.2007).

## Життєпис
Народився 10 серпня 1948, Корсаків (Томарі-Аніва), Сахалінська область, Росія; син Сергій (1977).

#### Освіта
Донецький державний університет (1976), «історія», історик, викладач історії та суспільствознавства; Академія МВС СРСР (1986—1988), факультет керівництво кадрів, юрист, юрист-організатор управління в сфері правопорядку.

## Політична діяльність
Народний депутат України 6-го скликання з 11.2007 від Партії регіонів, № 52 в списку. На час виборів: нар. деп. України, член ПР.
Народний депутат України 5-го скликання 04.2006—11.07 від Партія регіонів, № 52 в списку. На час виборів: генеральний секретар ЗАТ «Футбольний клуб „Шахтар“ (Донецьк)», б/п. Член Комітету з питань сім'ї, молодіжної політики, спорту і туризму (з 07.2006), член фракції Партії регіонів (з 05.2006).
1966 — слюсар, Донецький завод точного машинобудування. 1967—69 — служба в армії. З 1972 — звільнений голова місцевого Комітету профспілки РБУ Донецького обласного автоуправління. 1976—83 — інструктор, завідувач відділу пропаганди та агітації, Калінінський РК КПУ м. Донецька. 1983—86 — інструктор відділу пропаганди та агітації, Донец. ОК КПУ. 1988—91 — працював в УМВС Донец. обл. 1991—2002 — віце-президент, ФК «Шахтар» (Донецьк). 2002—04 — виконавчий директор, 2004—06 — генеральний секретар, ЗАТ ФК «Шахтар».
Обирався депутатом Калінінської районної Ради міста Донецька. Член виконкому Федерації футболу України, член Центральної Ради та ради вищої ліґи Професіональної футбольної ліґи України. Член НСЖУ.